# Rūdolfs Blaumanis
Rūdolfs Blaumanis (n. 1 ianuarie 1863 [S.V. 20 decembrie 1862] - d. 4 septembrie 1908) a fost un scriitor leton, clasic al literaturii letone.

## Opera
- 1887: Buruiana ("Nezāle");
- 1899: Andriksons ("Andriksons");
- 1899: În umbra morții ("Nāves ēnā");
- 1891: Spiritul malefic ("Ļaunais gars");
- 1893: Fiul risipitor ("Pazudušais dēls");
- 1904: Familia Indrani ("Indrani");
- 1905: Focul ("Ugunī");
- 1908: Sâmbătă seara ("Sestdienas vakars");
- 1908: Hoții ("Zagļi").